# Gelibolu
Gelibolu (cunoscut și sub toponimul Gallipoli) este un oraș din Turcia.